# مقبره میرحیدرالدین
بنای اصلی آن متعلق به قرن ۶ هجری قمری بوده که در دوران مختلف بازسازی شده ولی شکل اولیه را حفظ نموده، این ساختمان آجی با برج ۸ ضلعی و گنبد هرمی با ارتفاع ۱۲ متر در نزدیکی گنبدهای ناصرالحق و شمس طبرسی در منطقه چاکسر آمل و در مجاورت بلوار شهید بهشتی قرار دارد.